# Crossomitrium subepiphyllum
Crossomitrium subepiphyllum là một loài rêu trong họ Pilotrichaceae. Loài này được (Besch.) A. Jaeger mô tả khoa học đầu tiên năm 1877.